# Егорович, Владимир Алексеевич
Владимир Алексеевич Егорович (19 мая 1919, Сутиски, Подольская губерния — 27 апреля 1953, Запорожье) — майор Советской Армии, участник Великой Отечественной войны, Герой Советского Союза (1946).

## Биография
Владимир Егорович родился 19 мая 1919 года в селе Сутиски Тывровской волости, Винницкого уезда (ныне — посёлок в Тывровском районе Винницкой области Украины). Учился в Винницком строительном техникуме. В 1939 году Егорович был призван на службу в Рабоче-крестьянскую Красную армию. В 1940 году он окончил Одесскую военную авиационную школу. С апреля 1943 года — на фронтах Великой Отечественной войны.
К февралю 1945 года капитан Владимир Егорович командовал эскадрильей 402-го истребительного авиаполка 265-й истребительной авиадивизии 3-го истребительного авиакорпуса 16-й воздушной армии 1-го Белорусского фронта. К тому времени он совершил 248 боевых вылетов, принял участие в 71 воздушном бою, в котором сбил 22 вражеских самолёта.
Указом Президиума Верховного Совета СССР от 15 мая 1946 года за «образцовое выполнение боевых заданий командования на фронте борьбы с немецкими захватчиками и проявленные при этом мужество и героизм» капитан Владимир Егорович был удостоен высокого звания Героя Советского Союза с вручением ордена Ленина и медали «Золотая Звезда» за номером 7015.
После окончания войны Егорович продолжил службу в Советской Армии. С 1949 года служил в Запорожье, был начальником лётной части Запорожского аэроклуба. Трагически погиб 27 апреля 1953 года, похоронен на Первомайском кладбище Запорожья.
Был также награждён тремя орденами Красного Знамени, орденами Александра Невского и Отечественной войны 2-й степени, рядом медалей.